# Márkháza, Nógrád
Márkháza  este un sat în districtul Salgótarján, județul Nógrád, Ungaria, având o populație de 254 de locuitori (2011). 

## Demografie
Componența etnică a satului Márkháza
     Maghiari (74,07%)
     Romi (25,93%)
Componența confesională a satului Márkháza
     Romano-catolici (82,68%)
     Fără religie (10,24%)
     Necunoscută (7,09%)
Conform recensământului din 2011, satul Márkháza avea 254 de locuitori. Din punct de vedere etnic, majoritatea locuitorilor (74,07%) erau maghiari, cu o minoritate de romi (25,93%).  Din punct de vedere confesional, majoritatea locuitorilor (82,68%) erau romano-catolici, cu o minoritate de persoane fără religie (10,24%). Pentru 7,09% din locuitori nu este cunoscută apartenența confesională.